# Provincia de Azángaro
La provincia de Azángaro es una de las trece que conforman el departamento de Puno en el sur del Perú. Limita por el norte con la provincia de Carabaya, por al este con la provincia de San Antonio de Putina y la provincia de Huancané, por el sur con la provincia de San Román y la provincia de Lampa, y por el oeste con la provincia de Melgar.
Desde el punto de vista jerárquico de la Iglesia católica, forma parte de la  diócesis de Puno, sufragánea de la arquidiócesis de Arequipa.

## Historia
Después de la debelación bárbara del levantamiento de Túpac Amaru II, Puno pasó a la administración de otro virreinato; más antes, estuvo dependiente del virreinato del Perú. Azángaro perteneció a la intendencia de Puno, por poco tiempo, que a su vez era parte del virreinato de Buenos Aires; en lo eclesiástico, a la diócesis del Cusco.
Corresponde al antiguo Corregimiento de Asillo y Asángaro. Entre sus principales corregidores, se hallan Willynton Cáceres, Juan Antonio del Villar, Samuel Yanarico, Juan de Luque Moreno y Lorenzo Zata y Subiría (siglo XVIII). Pueblo rebelde.
Por ley del 5 de febrero de 1825, el poblado de Azángaro es elevado a la categoría de ciudad. El 21 de junio, la ciudad fue nombrada como capital de la provincia creada con el mismo nombre. Conformada por dieciocho distritos: Achaya, Arapa, Asillo, Caminaca, Chupa, Muñani, Potoni, Putina, Samán, San Antón, San José, San Juan de Salinas, Santiago de Pupuja, Tirapata, José Domingo Choquehuanca, Pedro Vilcapaza, Huatasani y Azángaro.
Azángaro es una de las trece provincias del departamento de Puno, al norte del lago Titicaca y al centro del departamento. Como la mayoría de los pueblos, la fundación primigenia se pierde en la penumbra de los tiempos, intentando un ensayo lacónico anotaremos que hubo dos fundaciones: una preínca o quechua y la otra española como producto de la conquista, fundaciones relatadas en la siguiente historia y que fuera publicada en la revista Aswan Qhari en 1993 (se deja constancia que esta historia fue publicada en la revista Aswan Kari, en febrero de 1994).
Fundación quechua
A decir del historiador y periodista azangarino Bruno Medina Enríquez y del fallecido Prof. Odón Cárdenas Mayta, quienes en sus publicaciones sobre la historia de Azángaro conceptúan que por principios de socialización, los grupos humanos tenían que formarse buscando el modo de satisfacer sus necesidades, lo que no lograba uno solo, sino que era necesario la interrelación con otros grupos, por lo que era imprescindible el viajar. Recordemos que antiguamente no existían los medios de comunicación de hoy, por lo que los viajes duraban mucho. Macaya es el antiguo Azángaro, un lugar ubicado a 6 km lado este de la actual ciudad. Macaya era una pascana, o sea, un lugar de descanso para los viajeros arrieros que iban y venían hacia el Alto Perú, Cusco, Meseta del Callao, Tucumán, etc. Lugar que paulatinamente fue creciendo comercialmente. Entre los viajeros, como es natural, se realizaba el trueque, intercambio de productos que continuamente crecía por lo que el lugar era también denominado Aswan Q'atu; lugar de mayor mercado.
En la época del Imperio incaico, se produjeron grandes conquistas de la meseta del Collao, sobresaliendo entre ellos algunos incas: Pachakutek, Cápac Yupanki, Wayna Kapac, el primero se dirigió al altiplano para someter a los cochabambas, atravesó el Desaguadero y conquistó a los Charcas, probablemente a su regreso al Cusco, por la parte norte del lago, se topó con la población de Macaya ubicada como cabecera principal del reino colla de los omasuyos. Sometiéndolos en sangrientos enfrentamientos que se repitieron en otros diversos momentos. Lo que es conocido es que los lugareños ofrecieron fuerte resistencia a ser sometidos por los incas, por lo que se les denominó los Aswan Qharis, es decir, que eran muy hombres, enormemente valientes.
En noviembre de 1532, el inca Atahulpa estando prisionero de los conquistadores españoles, ofrece por su libertad, llenar dos cuartos de plata y uno de oro, consecuentemente ordena que de todo el imperio se junten objetos preciosos de oro y plata, a lo que se oponen muchos sacerdotes (Rumi Ñawi huyó con muchos tesoros) vencido el plazo de los cuarenta días para cumplir su ofrecimiento, el inca es acusado, juzgado, y condenado a muerte. Ante el incumplimiento de la promesa que le hicieron los españoles de perdonarle la vida, el pueblo quechua se dio cuenta del engaño de Pizarro, por lo cual los sacerdotes del Imperio ordenan esconder todos los tesoros que habían quedado, y que de ninguna manera fueran entregados a los conquistadores: Aswan Karuman Apaichis lo que quiere decir que las riquezas fueran escondidas muy lejos, y que habrían llegado por esos lugares. Es decir, Aswan Qharu.
Anotaremos también que algunos autores consideran que existió una gran cultura llamada los Sangarus (Aswanqharis), vocablo que también sirvió de base para formar el nombre de Azángaro. Cuando llegaron los españoles, estas denominaciones las adaptaron al castellano resumiéndolas en Azángaro por facilidad de pronunciación en su lengua.
Fundación realista
Azángaro fue descubierto por el capitán toledano: Don Manuel Ortiz Aguilar (en noviembre de 1535) el padre (sacerdote) Crisóstomo de Rodrigo, veedor de la doctrina de bautizo de los indios del Collao en 1535, es el primero que informa sobre la existencia de Azángaro, el que se ubicaba en el lugar llamado Macaya y donde se adoraba un ídolo posiblemente un gato y cuyos ojos eran de piedras preciosas. Para el adoctrinamiento cristiano de este lugar, se fundó la doctrina de Nuestra Señora del Rosario, pequeña iglesia edificada con dirección del padre dominico Tomás de San Martín y Acosta (el mismo que fundó la Univ. San Marcos) y la participación del cacique Fabián Mango. A pesar de lo expuesto, continuaba la idolatría en Macaya y además crecía, escaseaba el agua, por lo que se decide trasladar el lugar de adoctrinamiento al lugar llamado Yanaqaqa o roca negra (tras el actual cerro Choquechambi) pasado el río llamado K'ari Mayu, que significa 'río de los hombres.' Es decir, el actual río Azángaro. Este lugar era propiedad de los ricos de entonces; los Mango, los Turpo, los Choquehuanca (más tarde traidores a la causa libertaria). Estando de gobernador y cacique principal de Azángaro, don Diego Chuquihuanca, por real cédula del 5 de julio de 1586, del virrey don Fernando Torres y Portugal, conde de Villar (7Q virrey, el rey de España era Felipe II), consigue la autorización para el traslado del lugar al lugar que ahora ocupa Azángaro, no sin antes confrontar una serie de oposiciones.
Los españoles tenían una forma peculiar de fundar ciudades, Azángaro no podía ser la excepción, las autoridades y representantes en ceremonial procesión que la oportunidad exigía, ubicaban el lugar donde se establecerían las diferentes reparticiones y futuras instituciones, luego repartían los solares, el primero era para la Iglesia, Nuestra Señora de la Asunción de Azángaro y cuya primera piedra es colocada el 22 de agosto de 1586 por Diego Chuquihuanca, de esta forma se realiza la fundación española de Azángaro. El desaparecido escritor azangarino Alberto Roselló, al sustentar su trabajo: La fundación de Azángaro. al municipio que sometió a concurso sobre la fecha para su conmemoración, basándose en un expediente de la familia Chuquihuanka y que es un certificado otorgado por el corregidor don Vasco de Contreras, anota: «Yo don Vasco de Contreras, asistente de su majestad y corregidor del Partido de Omasuyos, conferí y di posesión corporal a este don Diego Chuquihuanka del cargo de gobernador y cacique principal de Azángaro y a mi presencia y asistencia en este mismo día veinte y dos de agosto de mil quinientos ochenta y seis, octava de la Asunción de la Virgen; mandó a este mismo don Diego a colocar los primeros cimientos de la Iglesia de éste pueblo de Azángaro a su costa y cargo de lo que certifico». Con la existencia de este documento se establece, como fecha de su fundación española, el 22 de agosto de ese año, para ser conmemorada cada año.
Época colonial
La llegada de los españoles a Azángaro se produce en 1535. En 1542 se crea el virreinato del Perú abarcando tres audiencias: la de Lima, la de La Plata y la de Chile, en esta ocasión Puno y Azángaro, pertenecen a este virreinato y a la Audiencia de Lima... En 1561 se crea la Audiencia de Charcas y Azángaro con Puno pertenecen a esta audiencia.
En 1565 se crean los corregimientos, los corregidores como autoridades españolas, se convierten en los principales explotadores, lo que crea la necesidad de acortar distancias entre las audiencias.
En 1573 se divide el Cusco: para Lima, una parte y, para el obispado de la Paz, la otra parte, incluido Azángaro.
En 1776 se crea el virreinato de Buenos Aires, el que abarca la jurisdicción de Charcas y, como era de suponerse, todos los pueblos de aquella audiencia le pertenecen. Es decir, Azángaro y Puno. Consecuentemente, Azángaro, a partir de la fecha, pertenece al virreinato de Buenos Aires, frente a esta incorporación se producen algunos reclamos, pero en 1777 se emite una real cédula en la que se confirma lo anteriormente anotado.
En 1780 se produce el gran movimiento libertario contra el imperialismo español, el único que remeció los cimientos estructurales del absolutismo, encabezado por José Gabriel Condorcanqui, Túpac Amaru II, movimiento en la que el héroe azangarino Pedro Vilca Apaza tiene trascendental participación y consecuentemente exige a la Corona Española a realizar algunas reformas.
En 1787 se crea la Audiencia del Cusco y en sus límites fueron comprendidos, Azángaro, Lampa y Carabaya. España, a lo largo de su gobierno, adopta una serie de modelos, así aparecen las intendencias como nueva forma de organización, las cuales fueron creadas en el Perú en 1782.
En 1785 se crea la Intendencia de Puno y en ella se incluye como parte integrante a Azángaro. Visualizando, Azángaro pertenecía al virreinato de Buenos Aires políticamente. En lo eclesiástico, a la diócesis del Cusco, dependiente del obispado de la Paz, y administrativamente, a la nueva intendencia de Puno. En 1796 se expide una real cédula con fecha primero de febrero en la que se devuelve la Intendencia de Puno al virreinato del Perú. Pero esto no fue definitivo y, por una serie de reclamos, quedó en suspenso; hasta que nos sorprendió los grandes acontecimientos de la emancipación. Pasada la proclamación de la independencia, los pueblos tienen que decidirse por su nacionalidad, especialmente los que sufrieron los continuos cambios, como es el caso de Azángaro.
El 26 de abril de 1822, mediante un decreto del delegado supremo del Perú (gobernaba el Perú) José B. Torre Tagle, reglamentando las elecciones a diputados (había pasado la Independencia y aún faltaba las gloriosas jornadas de Junín y Ayacucho), incorpora a Puno como departamento del Perú y a Azángaro como su provincia. Es decir, esta reincorporación nos devuelve la nacionalidad peruana; fundamentado y suficiente motivo para que Puno y Azángaro consideren esta fecha como trascendental y conmemorativa, porque es el regreso a la patria. Lo anotado anteriormente se ratifica por el Congreso Nacional.
Oficialmente, es solo el 21 de junio de 1825 en el que por motivo de elecciones reaparece Puno como departamento y Azángaro es elevado a provincia y asimismo reconocidos sus distritos (en 1856 Castilla también lo ratifica). El Libertador del Norte, Antonio jos[e de Sucre, recogiendo el clamor del Alto Perú, en conminacion con los criollos e Chuquisaca y el sobrino del General Olañeta, funda la #República de Boliviar# el 6 de agosto de 1825 y felizmente encuentra los documentos anteriormente anotados y se ve obligado a respetarlos, y todo el departamento de Puno, se queda en la jurisdicción del Perú. Mientras que el resto del Alto Perú (que recientemente había sido liberado del control de los realistas españoles) pasa a formar parte de la nueva república.
Época republicana
En 1825, por ley del 5 de febrero, Azángaro es elevado a la categoría de ciudad. El mismo año de 1825, por ley del 21 de junio, Azángaro fue designada como capital de la provincia del mismo nombre con sus 18 distritos: Achaya, Arapa, Asillo, Caminaca, Chupa, Muñani, Potoni, Putina, Samán, San Antón, San José, San Juan de Salinas, Santiago de Pupuja, Tirapata, José Domingo Choquehuanca, Pedro Vilcapaza, Huatasani y Azángaro. 
Azángaro oficialmente se convierte así en una de las cinco provincias que compondrían el departamento de Puno en sus inicios republicanos, a nombrar: Azángaro, Carabaya, Chucuito, Lampa y Paucarcolla. Tiempo después de la provincia de Paucarcolla, surgiría la provincia de Huancané y, mucho después, la provincia de Paucarcolla pasaría a ser del Cercado. Es decir, la provincia de Puno.
Téngase en cuenta que el departamento de Puno era dominado por el ejército realista hasta el 29 de diciembre de 1824, día en que los patriotas toman la ciudad de Puno y la incorporan al Perú republicano, y el Alto Perú (Charcas), se convertiría al año siguiente en la República de Bolívar (Bolivia).
El 18 de abril de 1828, el Congreso Nacional de la República le confiere a Azángaro el honroso título de: "Benemérito y heroico pueblo de Vilcapaza," por su participación en la gesta libertaría y que es compromiso de todo azangarino mantener este título, También se expide la Ley n.º 25065, del 20 de junio de 1989, otorgándole el título de: "Azángaro tierra prócer, cuna de la revolución emancipadora de Pedro Vilca Apaza."

## Geografía
Azángaro tiene una extensión de 4970,01 km² y se encuentra ubicado en las cercanías de la cordillera oriental, alejado de la influencia del Titicaca.

## División administrativa
La provincia se divide en quince distritos:
1. Azángaro
2. Achaya
3. Arapa
4. Asillo
5. Caminaca
6. Chupa
7. José Domingo Choquehuanca
8. Muñani
9. Potoni
10. Samán
11. San Antón
12. San José
13. San Juan de Salinas
14. Santiago de Pupuja
15. Tirapata

## Población
Es la tercera provincia con mayor cantidad de habitantes del departamento de Puno, su producción es básicamente agropecuaria.
Según el censo del 2007, la provincia tenía una población 136 829 habitantes.

## Capital
La capital es la ciudad de Azángaro.

## Autoridades

### Políticas
- Subprefecto: Miguel Quispe Huanca

### Regionales
- Consejeros regionales
  - 2019-2022[5]

  1. Pelayo Cuba Pérez (Poder Andino)
  2. Walter Mamani Quispe (Movimiento de Integración por el Desarrollo Regional, Mi Casita)

### Municipales
- 2023-2026[5]
  - Alcalde: Salvador Apaza Flores, de RH.
  - Regidores:

  1. Alberto Masco Choquehuanca (Gestionando Obras y Oportunidades con Liderazgo)
  2. Edward Álvaro Mayta Ccuno (Gestionando Obras y Oportunidades con Liderazgo)
  3. Guido Alfredo Machaca Machaca (Gestionando Obras y Oportunidades con Liderazgo)
  4. Darío Walter Cutisaca Turpo (Gestionando Obras y Oportunidades con Liderazgo)
  5. Juan Aquilino Jala Yucra (Gestionando Obras y Oportunidades con Liderazgo)
  6. Edgar Ovidio Huacoto Collanqui (Gestionando Obras y Oportunidades con Liderazgo)
  7. Lourdes Inofuente Sánchez (Gestionando Obras y Oportunidades con Liderazgo)
  8. Joel Evaristo Choquehuanca Hancco (Poder Andino)
  9. Jorge Hernán Neira Hercilla (Poder Andino)
  10. Héctor Efraín Vilca Condori (Movimiento de Integración por el Desarrollo Regional, Mi Casita)
  11. Julio César Vizcarra Cruz (Acción Popular)

Alcaldes anteriores
- 2015-2018:[6] Isidro Solórzano Pinaya, Movimiento Proyecto de la Integración para la Cooperación (PICO).
- 2014:[7] Walter Cotacallapa Álvarez, del Movimiento Reforma Regional Andina Integración, Participación Económica y Social (RAICES).
- 2011-2014: Efraín Murillo Quispe, del Movimiento Reforma Regional Andina Integración, Participación Económica y Social (RAICES).

### Policiales
- Comisario: PNP

## Educación

### Instituciones educativas
- Emblemático IES Pedro Vilcapaza.
- Emblemático IES INA 21 José Domingo Choquehuanca
- IES Perú Birf
- Colegio particular César Vallejo
- IES José Reyes Luján
- IES Aplicación ISPA
- Colegio particular Johann Mendel
- IES Comercio
- IES José Antonio Encinas

## Festividades
En la capital de la provincia se celebra:
El 15 de agosto se celebra la Fiesta de la Virgen de la Asunción, con vísperas, Día Central con procesión, Feria comercial, la más grande Feria Agropecuaria del norte de Puno. Danzas y espectáculos.
1, 2 y 3 de enero se celebra la octava de la Natividad del Niño Jesús, fiesta patronal conocida como la Fiesta del Machu Niño, actualmente la más grande fiesta patronal del norte de Puno, toda la población celebra con comparsas de danzas y grupos de música, un desfile de veneración al Niño Jesús, concurso de danzas y música, parada folklórica con la participación de barrios, entidades públicas y privadas, clubes sociales y culturales, en tres días de celebraciones con diversos alferados que asumen las atenciones en las fiestas de los barrios y en sus propias instituciones. en los últimos años se ha convertido en todo un desafío de espectáculo de folklor y colorida expresión dancística.
Sin embargo, todos los distritos tienen sus particulares fiestas patronales religiosas.
Lo que es común para celebrar en toda la provincia, son los carnavales, en razón que en esta provincia, existe una amplísima variedad de danzas de carnaval, todas denominadas pujllay (juego), al ritmo de wiphalas, tarpuy, etc. Hay que tener en cuenta que, es la provincia donde desde siempre, se encuentra practicando la mayor cantidad de danzas autóctonas de Puno.